# Kuupik Kleist
Jakob Edvard Kuupik Kleist (Qullissat, 31 marzo 1958) è un politico groenlandese, primo ministro della Groenlandia dal 2009 al 2013.

## Biografia

### Gioventù e carriera
Jakob Edvard Kuupik Kleist è nato a Qullissat nel 1958. Figlio di un artigiano danese e di una donna sordomuta groenlandese, venne adottato dalla zia materna Birthe "Bertiaraq" Geislere (?-1978) e dal marito Nikolaj Kleist (?-2000), telegrafista di ideologia comunista (genitori dell'attrice Makka Kleist).
Frequentò la scuola elementare nel suo villaggio di nascita dal 1966 al 1972, quando entrò alla scuola secondaria di Sisimiut. Dal 1975 al 1978 studiò alla Birkerød Skole e nel 1983 si laureò come assistente sociale all'Università di Roskilde.
Fu a capo della formazione giornalistica presso la business school di Nuuk dal 1988 al 1991. Dal 1995 al 1997 fece parte del consiglio direttivo della Conferenza Circumpolare Inuit e dal 1996 al 1999 lavorò in veste di direttore del Ministero degli Affari Esteri. Dallo stesso anno presiedette il CdA di Tele Greenland A/S fino al 2001, oltre che della casa discografica ULO.
È stato infatti attivo come cantante e produttore, attirandosi il soprannome di "Leonard Cohen della Groenlandia" per il suo registro di voce basso.

### Politica

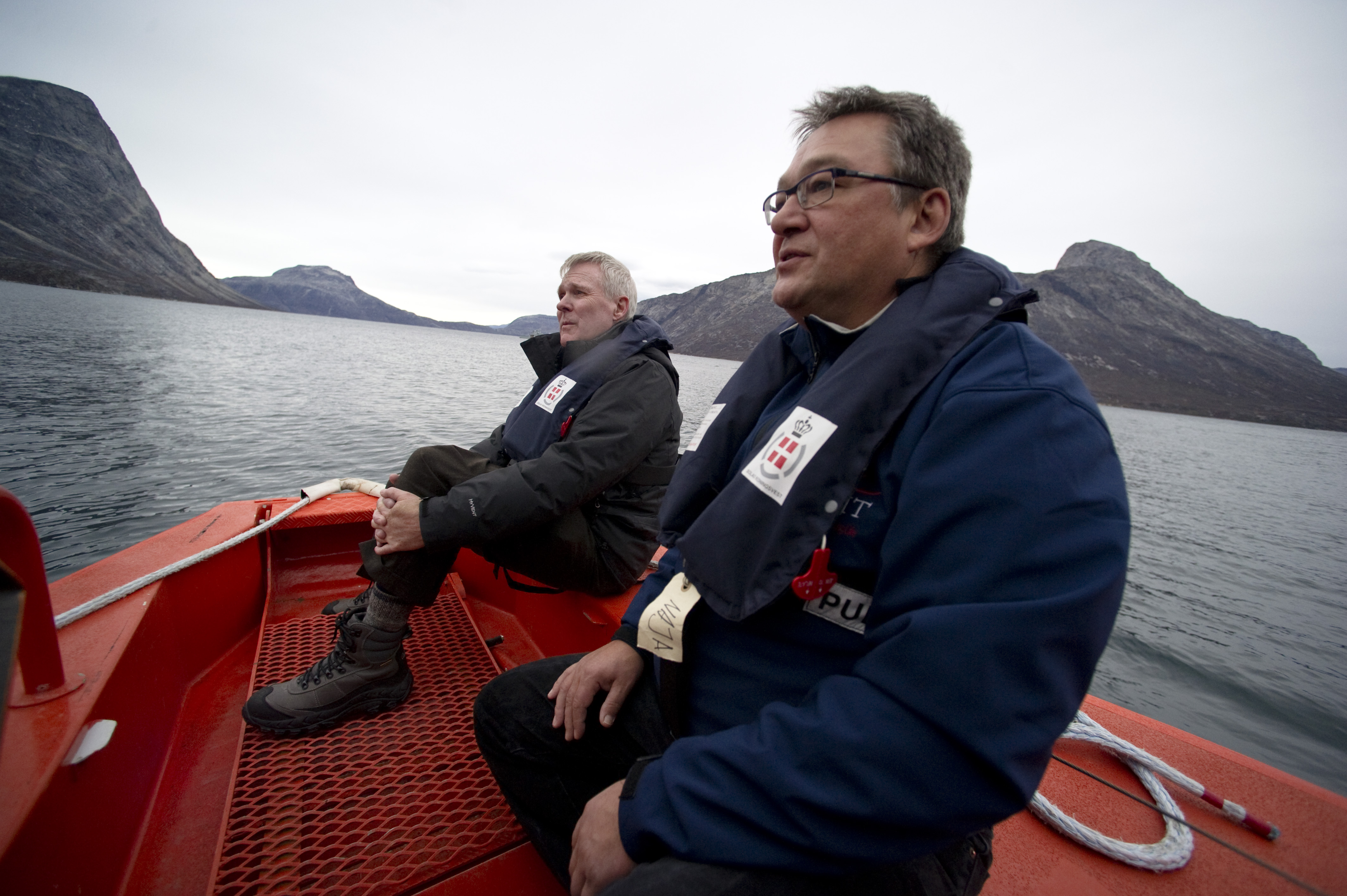
Ray Mabus e Kuupik Kleist nel 2010

Dopo essere stato ministro dei Lavori Pubblici tra il 1991 e il 1995, entrò nell'Inatsisartut per un anno per il partito Inuit Ataqatigiit (IA), fino al 1996. Ricoprì un secondo mandato dal 2002 al 2014. Occupò il ruolo di segretario della commissione di autogoverno dal 2000 al 2001, di cui è stato membro tra il 2004 e il 2008, e nel 2002 entrò nel consiglio della contea della Groenlandia. Dal 2001 fece parte del Folketing fino al 2007, anno in cui salì alla leadership del suo partito per i successivi sette anni.
Partecipò ai lavori che portarono all'ottenimento dell'autogoverno per la Groenlandia nel 2009 e l'IA compì significativi progressi, al punto che vinse alle elezioni dello stesso anno. Kuupik divenne il primo capo di governo groenlandese a non far parte del partito Siumut e formò una coalizione stabile che si dimise dopo la sconfitta alle elezioni del 2013.

## Vita privata
È sposato con Aviâja Vandersee e ha cinque figli.